# Moses Kamut
Moses Kamut (* 7. Juli 1982 in Port Vila) ist ein ehemaliger Sprinter des Inselstaates Vanuatu, welcher sich auf den 100-Meter- und den 400-Meter-Sprint spezialisiert hatte.

## Leben
In seiner aktiven Karriere nahm er an einigen großen Veranstaltungen teil, zum Beispiel den Olympischen Sommerspielen 2004 in Athen, den Commonwealth Games 2006 in Melbourne und den Olympischen Sommerspielen 2008 in Peking, erreichte allerdings bei keiner davon das Finale. In Peking erreichte er mit einer Zeit von 10,81 Sekunden den siebten Platz in seinem Vorlauf.
Seine persönliche Bestleistung über 100 Meter war eine Zeit von 10,64 Sekunden, welche er im Juli 2005 in Koror, Palau, erreichte. Über die 400 Meter schaffte er im März desselben Jahres in Sydney eine Zeit von 47,63 Sekunden.